# سیزده در شام (فیلم)
سیزده در شام (انگلیسی: Thirteen at Dinner (film)) فیلمی در ژانر مرموز است که در سال ۱۹۸۵ منتشر شد. از بازیگران آن می‌توان به پیتر یوستینف، فی داناوی، بیل نای، اَوریل اِلگار و دیوید سوشی اشاره کرد.